# Liste der Kantone im Département Ariège
Das Département Ariège liegt in der Region Okzitanien in Frankreich. Es untergliedert sich in drei Arrondissements mit 13 Wahlkreisen (französisch cantons).

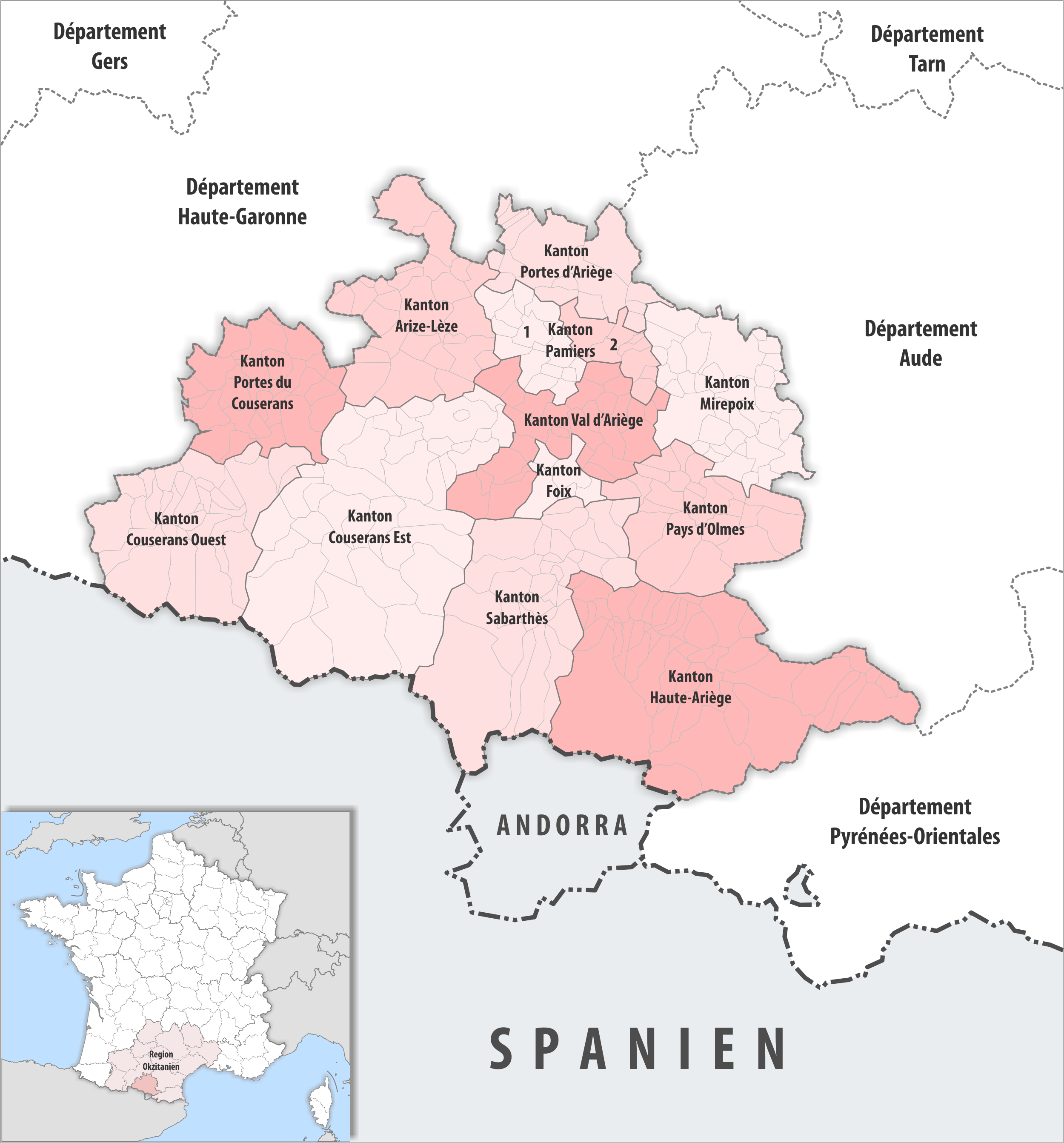
Gemeinden und Kantone im Département Ariège

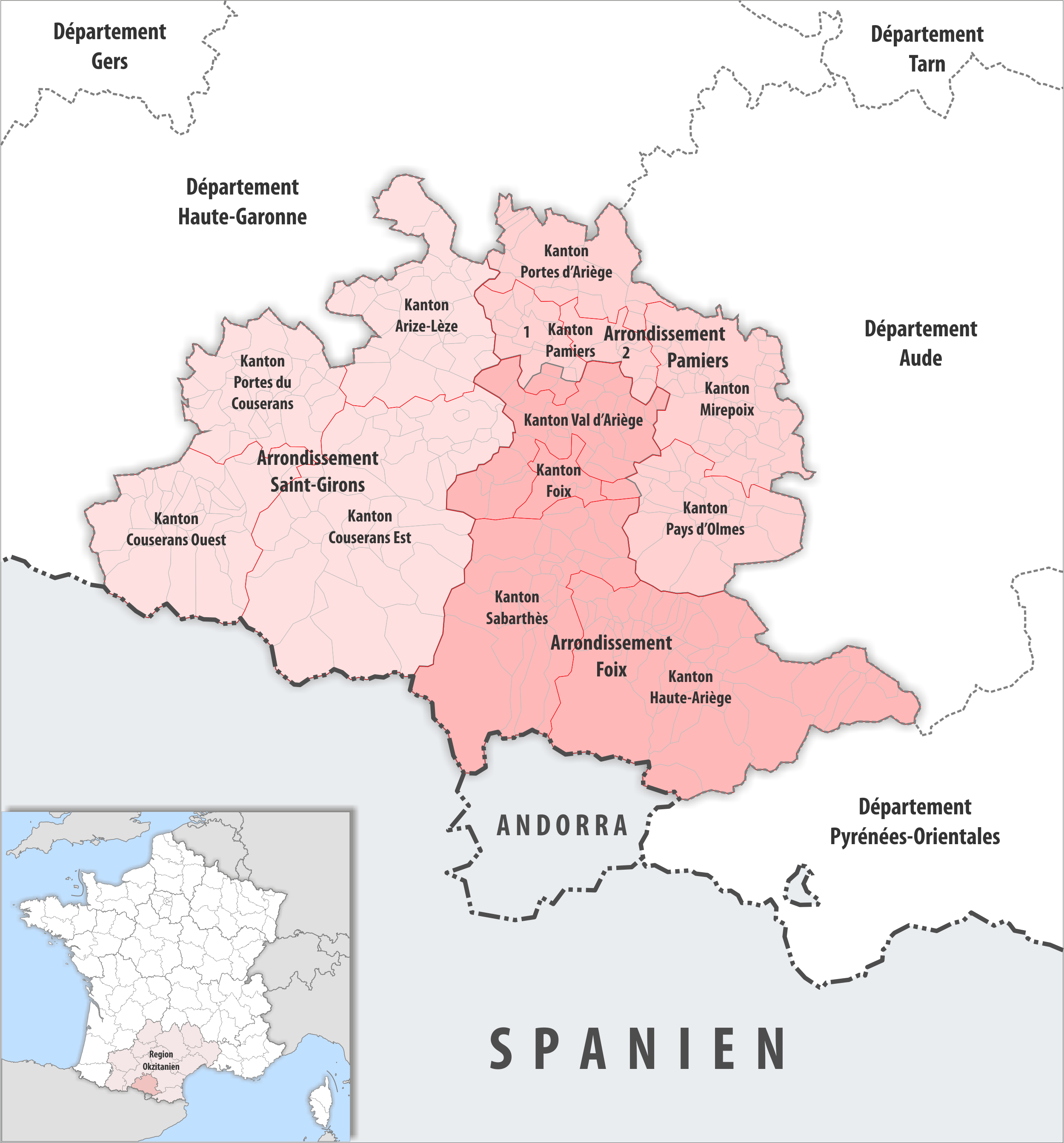
Gemeinden, Arrondissemente und Kantone im Département Ariège

| Kanton              | Gemeinden | Einwohner 1. Januar 2022 | Fläche km² | Dichte Einw./km² | Code INSEE | Arrondissement(e) |
| ------------------- | --------- | ------------------------ | ---------- | ---------------- | ---------- | ----------------- |
| Arize-Lèze          | 27        | 11.064                   | 380,52     | 29               | 0902       | Saint-Girons      |
| Couserans Est       | 37        | 9.721                    | 901,22     | 11               | 0903       | Saint-Girons      |
| Couserans Ouest     | 29        | 10.742                   | 436,19     | 25               | 0904       | Saint-Girons      |
| Foix                | 6         | 13.742                   | 59,65      | 230              | 0905       | Foix              |
| Haute-Ariège        | 46        | 6.365                    | 829,45     | 8                | 0901       | Foix              |
| Mirepoix            | 35        | 13.340                   | 350,94     | 38               | 0906       | Pamiers           |
| Pamiers-1           | 13 1⁄2    | 12.842                   | 128,02     | 100              | 0907       | Foix, Pamiers     |
| Pamiers-2           | 7 1⁄2     | 15.612                   | 79,43      | 197              | 0908       | Pamiers           |
| Pays d’Olmes        | 23        | 12.189                   | 321,94     | 38               | 0909       | Pamiers           |
| Portes d’Ariège     | 16        | 13.619                   | 227,66     | 60               | 0910       | Pamiers           |
| Portes du Couserans | 28        | 9.540                    | 301,33     | 32               | 0911       | Saint-Girons      |
| Sabarthès           | 29        | 11.644                   | 575,24     | 20               | 0912       | Foix              |
| Val d’Ariège        | 28        | 14.919                   | 298,33     | 50               | 0913       | Foix              |
| Département Ariège  | 325       | 155.339                  | 4.889,92   | 32               | 09         | –                 |

## Liste ehemaliger Kantone
Bis zum Neuzuschnitt der französischen Kantone im März 2015 war das Département Ariège wie folgt in 22 Kantone unterteilt:
| Arrondissement | Kantone |
| -------------- | --- |
| Foix           | Ax-les-Thermes, La Bastide-de-Sérou, Les Cabannes, Foix-Rural, Foix-Ville, Lavelanet, Quérigut, Tarascon-sur-Ariège, Vicdessos |
| Pamiers        | Le Fossat, Le Mas-d’Azil, Mirepoix, Pamiers-Est, Pamiers-Ouest, Saverdun, Varilhes                                             |
| Saint-Girons   | Castillon-en-Couserans, Massat, Oust, Sainte-Croix-Volvestre, Saint-Girons                                                     |